# بني جلاب
بني جلاب أو بنو جلاب (بالفرنسية: Beni Djellab) هي سلالة سلاطين حكموا سلطنة تقرت بين عامي 1414 و 1854.

## التأسيس
يعتبر بني جلاب من بقايا بني مرين ملوك تلمسان،يعد زوال دولتهم تفرقو في الأقطار طلبا للملك،وسكنت طائفة منهم منطقة تاجمونت. و آخرون إستوطنوا منطقة تقرت طلبا للتجارة وكان أولهم أحمد الجلابي، الذي تسلم حكم واحات تقرت من قبل سلطان وادي ريغ سيدي محمد بن يحي وهذا خوفا من استغلال اليهود آنذاك.